# Porsche Tennis Grand Prix 2008 - Doppio
Il doppio del Porsche Tennis Grand Prix 2008 è stato un torneo di tennis facente parte del WTA Tour 2008.
Květa Peschke e Rennae Stubbs erano le detentori del titolo, ma Anna-Lena Grönefeld e Patty Schnyder le hanno battuto in finale 6–2, 6–4.

## Teste di serie
1. Květa Peschke /  Rennae Stubbs (finale)
2. Al'ona Bondarenko /  Kateryna Bondarenko (primo turno)

1. Viktoryja Azaranka /  Agnieszka Radwańska (semifinali)
2. Serena Williams /  Venus Williams (quarti di finale, ritiro per infortunio di Serena Williams)

## Tabellone

### Legenda
| - Q = Qualificato - WC = Wild card - LL = Lucky loser | - ALT = Alternate - SE = Special Exempt - PR = Protected Ranking | - w/o = Walkover - r = Ritirato - d = Squalificato |